# Belmont (Isère)
 Belmont  es una población y comuna francesa, en la región de Ródano-Alpes, departamento de Isère, en el distrito de La Tour-du-Pin y cantón de Le Grand-Lemps.

## Demografía
| 205 | 196 | 172 | 199 | 214 | 266 |
| Para los censos de 1962 a 1999 la población legal corresponde a la población sin duplicidades (Fuente: INSEE [Consultar]) |     |     |     |     |     |